# 55 del Cranc b
55 del Cranc b (55 Cancri b), també anomenat Galileu, Rho Cancri b o HD 75732 b, és un planeta extrasolar que orbita al voltant de l'estrella nana groga 55 Cancri. Està situat a la constel·lació de Càncer, a aproximadament 40,9 anys llum de distància a la Terra. Forma part d'un sistema planetari amb fins a 5 planetes descoberts fins ara.

## Descobriment

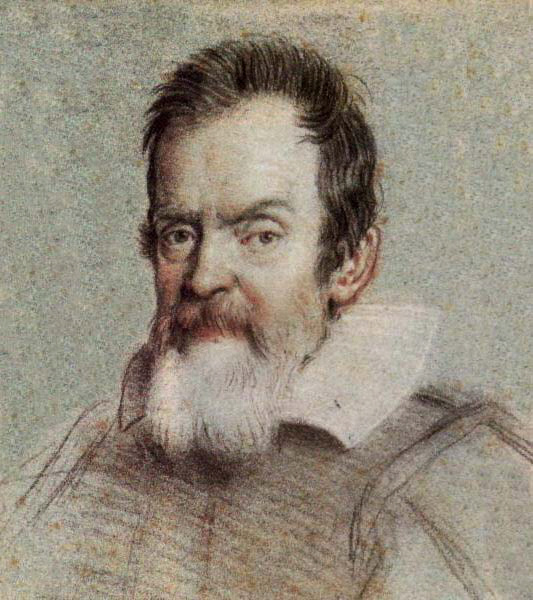
Galileo Galilei el 1624.

Aquest planeta extrasolar va ser descobert el 12 d'abril de 1996, a Califòrnia, Estats Units, per un equip d'astrònoms, encapçalat per Geoffrey Marcy. Com la majoria d'exoplanetes, 55 Cancri b, va ser descobert gràcies a la tècnica de la velocitat radial, que consisteix a mesurar la influència de la gravetat d'un planeta en el seu estel. Va ser el primer planeta a descobrir-se d'aquest relativament llunyà sistema. Una característica interessant d'aquest món, és que va ser el quart planeta extrasolar descobert, sense contar els planetes que orbiten al voltant de púlsars.
Fou anomenat Galileu per la Unió Astronòmica Internacional a proposta de la Koninklijke Nederlandse Vereniging voor Weer- en Sterrenkunde (Reial Associació Neerlandesa de Meteorologia i Astronomia). Fa honor a Galileo Galilei (1564-1642), conegut com a Galileu. Fou un astrònom i físic italià que emprà per primera vegada un telescopi per observar el cel. Amb ell descobrí els quatre satèl·lits més grans de Júpiter i dugué a terme les primeres observacions telescòpiques de les fases de Venus, entre altres descobriments.

## Característiques
55 Cancri b és un Júpiter ardent, és a dir, un planeta amb una massa similar a la de Júpiter, que té una temperatura relativament elevada, principalment causada per culpa de la proximitat a la seva estrella. Algunes observacions indiquen que aquest planeta tingui una inclinació de 51º, cosa que encara no s'ha d'acabar de confirmar. Es creu que té una temperatura al voltant dels 735 K, encara que, malgrat les altes temperatures, no és un dels planetes extrasolars més escalfats. La seva massa mínima és aproximadament d'unes 0,824 masses jovianes, i de 261,74 terrestres (1,5635 x 1027 kg), a més a més, té un radi com a mínim 0,58 vegades el de Júpiter (41 x 103 km). El seu període orbital és d'aproximadament 14,65 dies (1,266 x 10⁶ s), que serien unes 4 vegades més llarg que el del seu company, 55 Cancri e. Donada la gegantesca massa d'aquest cos, es pot dir que és un gegant gasós, ja que és pràcticament impossible que un planeta rocós tingui una massa similar a la de Rho Cancri b. També és molt improbable que hagi capturat un satèl·lit a llarg termini, car les fortes forces de marea acabarien destrossant qualsevol cos que fos capturat per la gravetat d'aquest planeta.

## Sistema coplanari
Observacions del gran telescopi espacial Hubble, indiquen que el planeta tindria 53° d'inclinació respecte al pla del cel, a més a més, aquesta observació s'ha realitzat amb tots els planetes d'aquest sistema, cosa que, si es confirmés, donaria lloc a un sistema coplanari, és a dir, un sistema on tots els seus planetes tinguin la mateixa inclinació. Segons aquestes observacions, la massa real d'aquest planeta serien 1,03 masses jovianes (1,95 x 1027 kg).

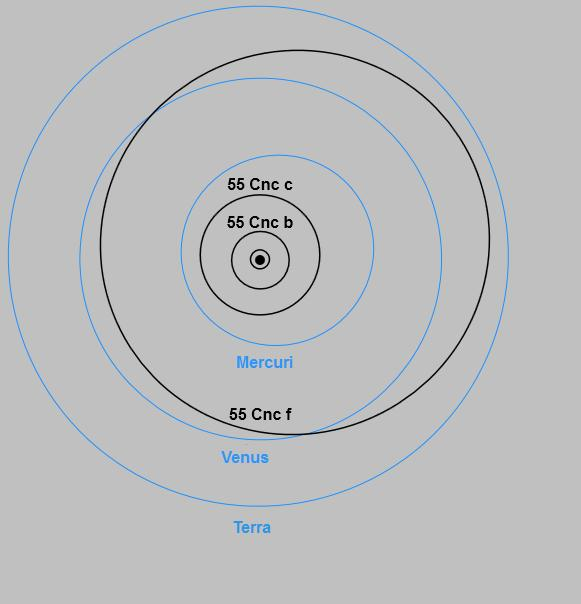
Comparació de les òrbites dels planetes de 55 Cancri (negre) amb els del sistema solar (blau).

## Sistema planetari 55 Cancri
| Planeta                        | Massa (MJ)    | semieix major (ua) | Període orbital (d) | Excentricitat |
|                                |               |                    |                     |               |
| 55 Cnc e                       | 0,027         | 0,016              | 0,74                | 0,17 ± 0,04   |
| 55 Cnc b                       | ≥ 0,83        | 0,11               | 14,65               | 0,010 ± 0,003 |
| 55 Cnc c                       | ≥ 0,17        | 0,24               | 44,36               | 0,005 ± 0,003 |
| 55 Cnc f                       | ≥ 0,16        | 0,78               | 259,8 ± 0,5         | 0,30 ± 0,05   |
| 55 Cnc d                       | ≥ 3,82 ± 0,04 | 5,74 ± 0,04        | 5 169 ± 53          | 0,014 ± 0,009 |
|                                |               |                    |                     |               |
| Sistema planetari de 55 Cancri |               |                    |                     |               |